# Maladie systémique
Pour les articles homonymes, voir Systémique (homonymie).
 (juillet 2019).
Si vous disposez d'ouvrages ou d'articles de référence ou si vous connaissez des sites web de qualité traitant du thème abordé ici, merci de compléter l'article en donnant les références utiles à sa vérifiabilité et en les liant à la section « Notes et références ».
Le terme « maladie systémique » désigne toutes les maladies touchant tous les éléments d'un même système ou tissu. On trouve sous ce terme le lupus érythémateux disséminé, la polyarthrite rhumatoïde, la sclérodermie, la maladie de Lyme, la sarcoïdose, etc.